# Mihai Roman
Mihai Roman (n. 16 octombrie 1984, Suceava, România) este un fotbalist român retras din activitate, care a jucat pe post de atacant la echipe ca Bucovina Rădăuți, Botoșani și Rapid. Pe plan internațional, are prezențe la națională pentru România.

## Cariera de fotbalist
Roman și-a început cariera de fotbal profesionist abia la vârsta de 16 ani, mai târziu decât vârsta obișnuită a unui jucător de fotbal, sub comanda lui Ciprian Crețan.. A debutat în 1993 la vârsta de 9 ani la echipa Metalul-Bradul Putna în Liga a V-a (Divizia „Onoare”). Începând cu 2000, Mihai Roman a evoluat la CSM Bucovina Rădăuți, în Liga a III-a. În 2005 a fost selecționat și a evoluat la Cetatea Suceava. În 2007 a fost adus la FC Brașov la cererea lui Răzvan Lucescu. Înainte de a semna cu echipa brașoveană, de Roman s-au mai interesat FC Vaslui și Oțelul Galați din Liga I.
La Brașov a făcut parte din lotul care în 2008 a obținut promovarea în primul eșalon. În 2009, odată cu instalarea lui Răzvan Lucescu în funcția de selecționer al echipei naționale a României, Roman a făcut și el pasul spre prima reprezentativă. În sezonul 2009-2010 a fost desemnat cel mai bun mijlocaș de bandă dreaptă din Liga I.
Vara lui 2010 a adus transferul lui Mihai Roman la Rapid București, unde ajunsese în prealabil președintele clubului brașovean, Dinu Gheorghe.
Pe 29 mai 2013, Roman a semnat un contract pe trei ani cu clubul de Ligue 1 Toulouse FC.
Pe 17 august 2018 FCSB renunță la cei 400.000 de euro pe care îi avea de primit în schimbul transferului lui Cătălin Golofca, alegând să-l transfere în locul sumei de la FC Botoșani, echipă cu care semnase în 2016.

## Cariera internațională
A debutat la echipa națională a României la data de 6 iunie 2009, în preliminariile pentru Campionatul Mondial din 2010, în meciul disputat la Marijampolė, împotriva Lituaniei. A jucat zece meciuri la națională, fără a marca vreun gol.